# Scandal (Lied)
Scandal ist ein Lied der britischen Rockband Queen aus dem Jahr 1989. Es wurde als vierte Single aus The Miracle veröffentlicht und avancierte zum Charthit.

## Komposition
Scandal, geschrieben von Brian May, aber Queen zugeschrieben, handelt von der unerwünschten Aufmerksamkeit, die May und Leadsänger Freddie Mercury in den späten 1980er Jahren von der Presse erhielten. Es ging um Mays Scheidung von seiner ersten Frau Chrissie Mullen und seine Beziehung mit der Schauspielerin Anita Dobson sowie um zunehmende Medienspekulationen über Mercurys Gesundheit. Im April 1987 wurde bei Mercury AIDS diagnostiziert; er gab seinen Zustand erst einen Tag vor seinem Tod im November 1991 bekannt. Veränderungen in seinem Erscheinungsbild, insbesondere sein Gewichtsverlust und sein eher hageres Aussehen, nährten jedoch die Spekulationen, dass er ernsthaft krank war.
May nahm die Keyboards und Gitarren in einem einzigen Take auf. Mercurys Gesang wurde ebenfalls in einem Take aufgenommen.

## Musikvideo
Das Video zu diesem Song zeigt die Band auf einer Bühne, die wie eine Zeitung aussieht. Es wurde am 27. September 1989 in den Pinewood Studios gedreht.
In einem Audiokommentar in Queen: Greatest Video Hits 2, gab Roger Taylor zu, dass er den Song nicht mochte und erklärte, dass er „nicht zu meinen Lieblingssongs gehört. Eines der langweiligsten Videos, die wir je gemacht haben“.

## Besetzung
- John Deacon – Bassgitarre
- Brian May – Gitarren, Keyboards
- Freddie Mercury – Gesang
- David Richards – Sampler, Synth-Bass
- Roger Taylor – Schlagzeug, Vibraslap

## Charts und Chartplatzierungen
| ChartsChartplatzierungen     | Höchstplatzierung | Wochen |
| ---------------------------- | ----------------- | ------ |
| Vereinigtes Königreich (OCC) | 25 (4 Wo.)        | 4      |